# Insilato

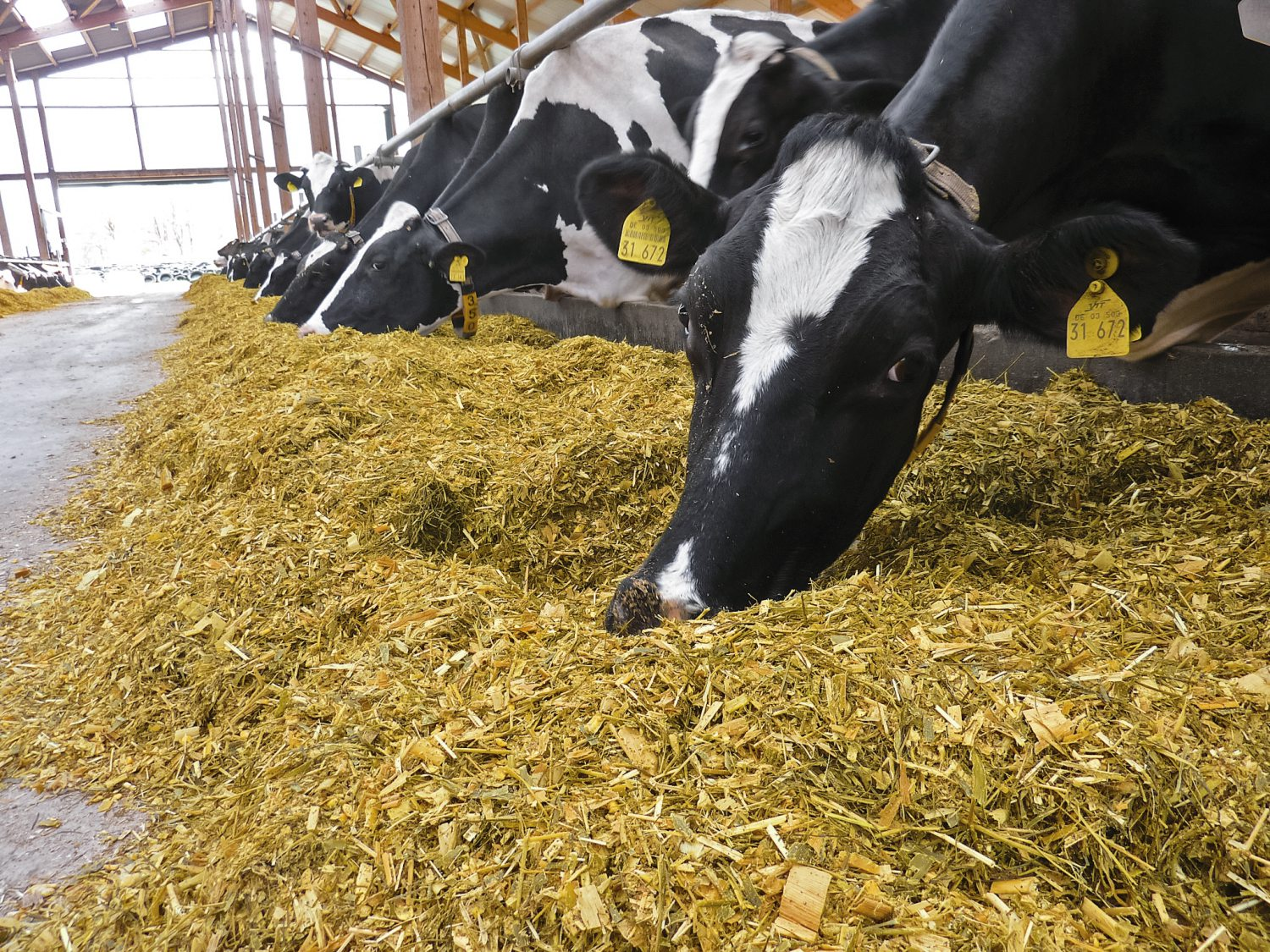
Alimentazione di bovini con insilato

L'insilato, chiamato anche comunemente silato, è il prodotto di una tecnica di conservazione del foraggio (l'insilamento) che si realizza per acidificazione della massa vegetale causata da microrganismi anaerobi, impedendo così ad altri microrganismi di colonizzare la massa vegetale provocandone la perdita di valore nutritivo e sviluppando però sostanze potenzialmente tossiche per gli animali ai quali il prodotto è destinato.

## L'insilamento

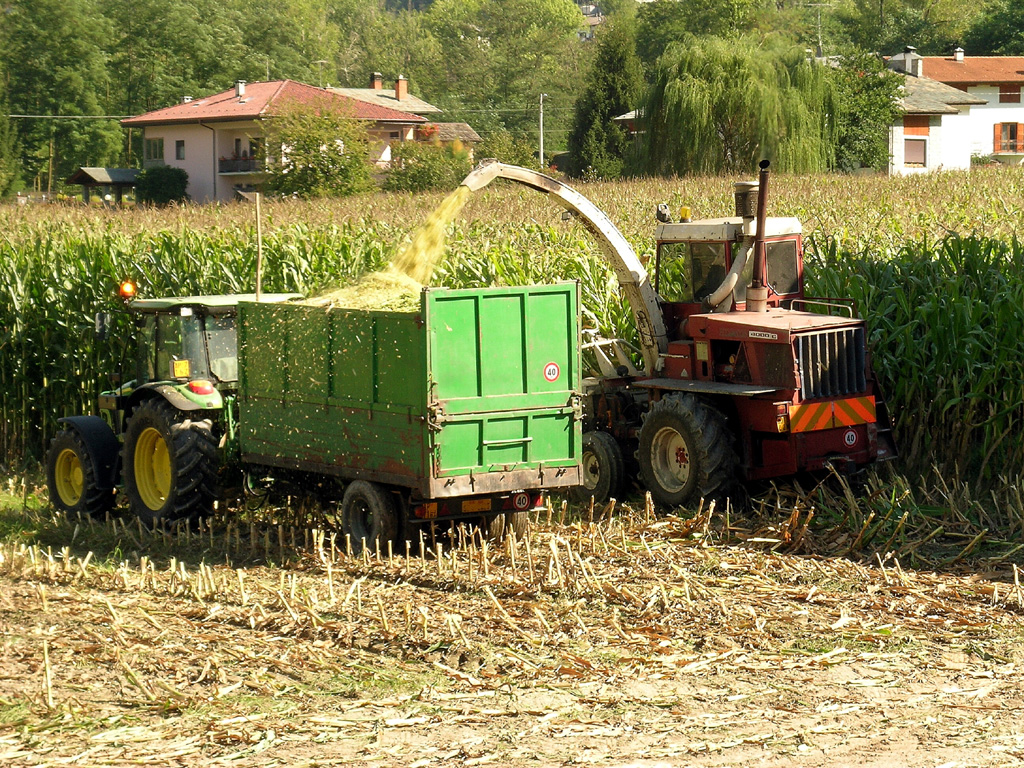
Raccolta di mais per la produzione di insilato

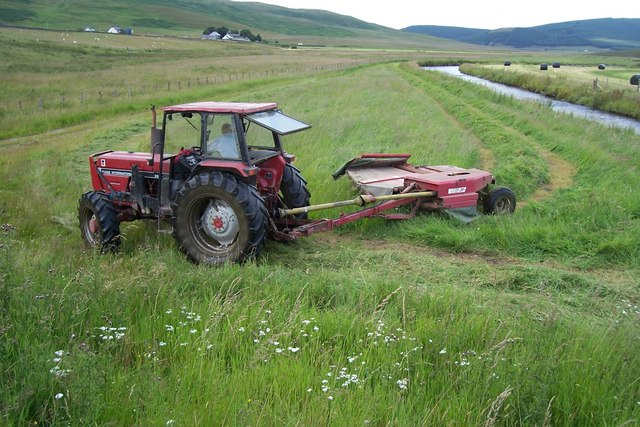
Falciatrice a tamburo taglia l’erba da insilare in South Lanarkshire (Gran Bretagna).

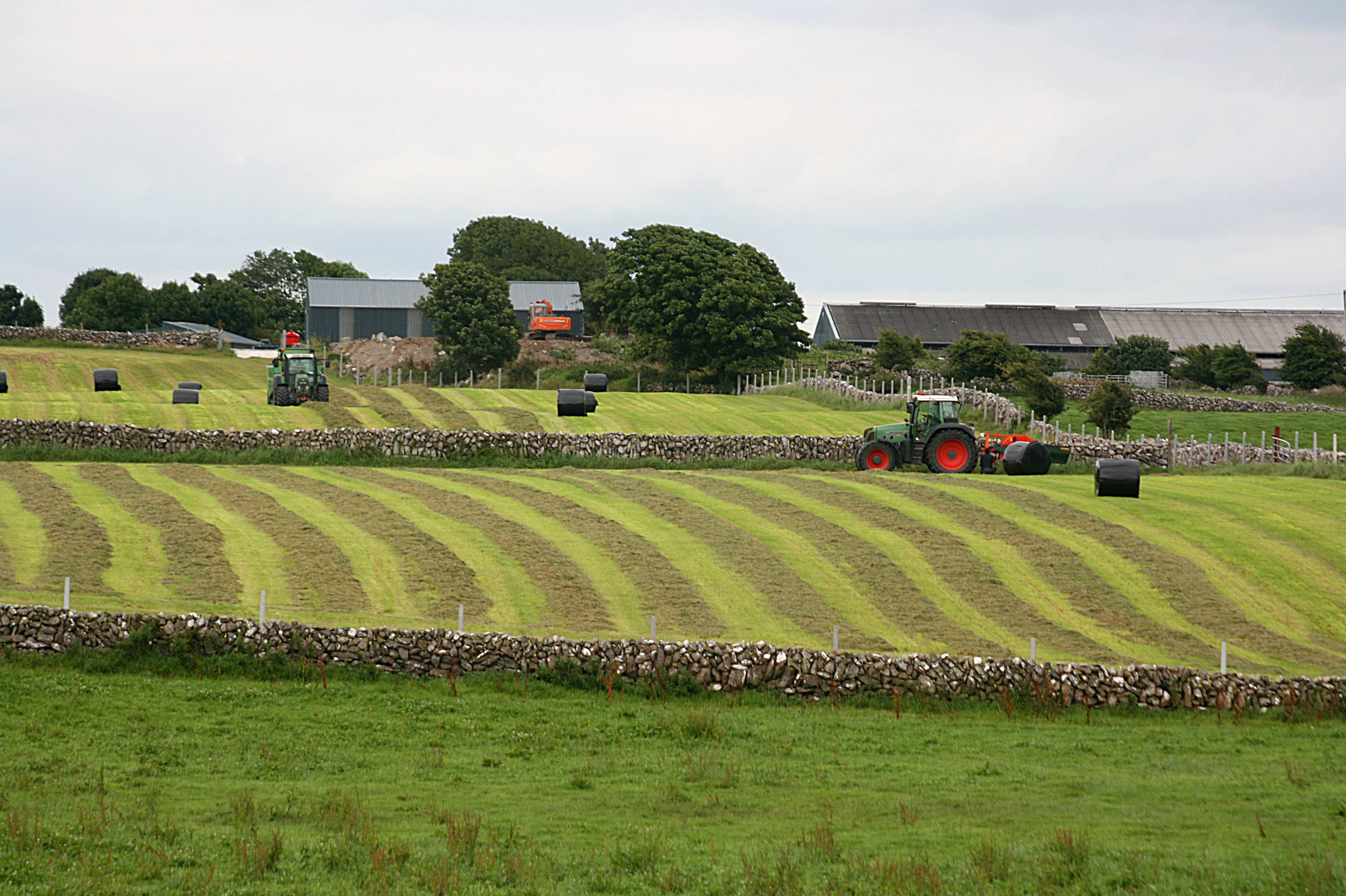
Roto-imballatura per insilamento in Irlanda.

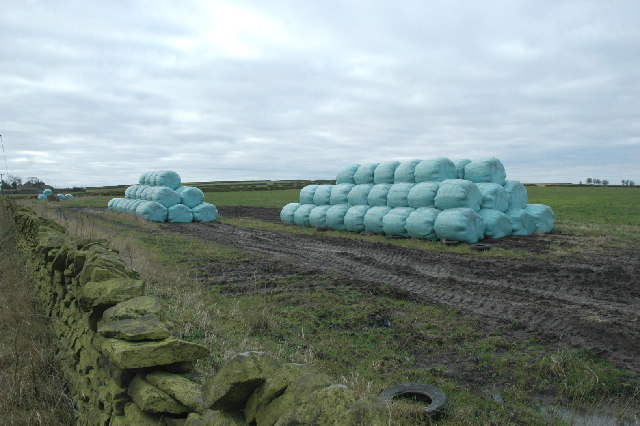
Rotoballe fasciate di insilato a bordo campo in West Yorkshire (Gran Bretagna).

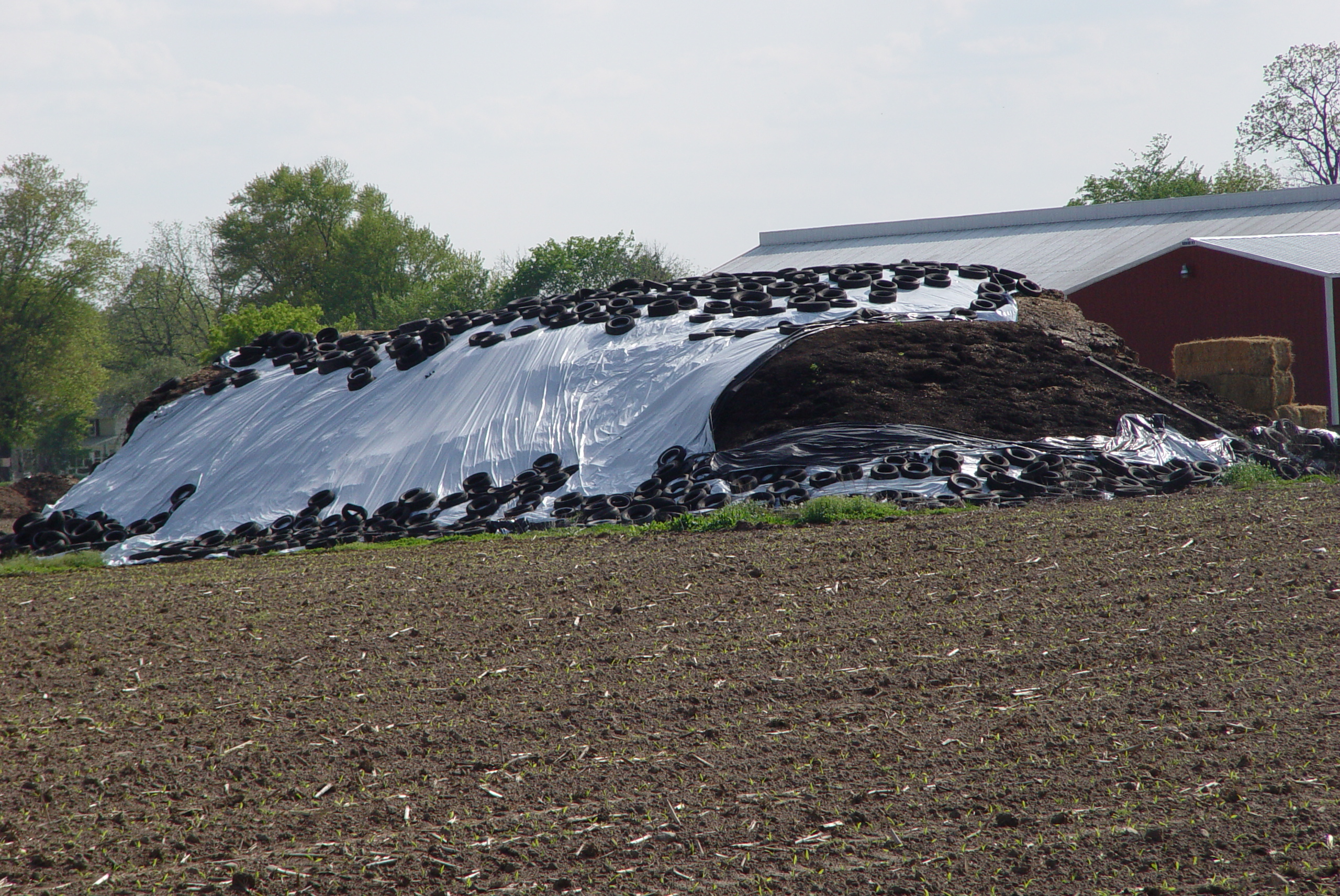
Cumulo di insilato in una fattoria.

L'insilamento è una tecnica molto antica (documenti storici risalgono al 1500 a.C.); consiste nello stoccaggio della massa vegetale in particolari contenitori chiusi (i sili tradizionali) o anche, più semplici e diffusi, in silos all'aperto a forma di bunker, costituiti da piattaforme di calcestruzzo munite di muri di contenimento, ove il foraggio sminuzzato viene compattato ed infine sigillato da un telone di materiale plastico isolante dall'aria: la tecnica consente di ottenere un alimento facile da introdurre nelle razioni alimentari per l'allevamento perché appetibile e chimicamente stabile durante l'anno, sostituendo in tutto il foraggio verde (l'erba) e quello essiccato (il fieno), anche se tuttavia nell'alimentazione bovina quest'ultimo viene in parte mantenuto per ragioni fisiologiche. I silos, isolando la massa dall'ambiente esterno, impediscono l'apporto di ossigeno; quello presente naturalmente all'interno della massa viene consumato nel primissimo periodo della maturazione dell'insilato da parte dei batteri aerobi presenti e dalle piante stesse. Nei primissimi giorni, infatti, si ha una fermentazione acetica aerobia che abbassa il pH fino a 4,5-5. L'acidificazione dell'ambiente del silo porta allo sviluppo dei batteri lattici che opereranno la fermentazione lattica, portando il pH a valori anche minori di 4.
L'insilamento viene utilizzato non solamente per i foraggi, ma anche per stoccare cereali in forma di granella umida o più spesso farina umida, soprattutto ove destinati all'alimentazione animale.
Inoltre è discretamente diffusa la pratica di insilamento misto di farine e parti di foraggio di mais, definito comunemente Pastone Integrale, ottenuto dalla macinazione dell'intera spiga ("pannocchia") senza realizzarne né lo scartocciamento, né l'eliminazione del tutolo.
La raccolta è oggi completamente meccanizzata e si avvale di macchine trinciacaricatrici tipicamente semoventi, sostanzialmente macchine agricole operatrici dotate di una testata di taglio atta allo sfalcio del foraggio (oppure una testata spannocchiatrice, per la produzione del pastone integrale, oppure una testata raccoglitrice per i foraggi appassiti) e di un rotore trinciante che sminuzza la massa vegetale umida. Il trinciato viene quindi lanciato su camion o rimorchi agricoli che procedono a fianco alla trinciacaricatrice, oppure, nei modelli che lo prevedono, stoccato in un cassone; la massa trinciata viene quindi trasferita rapidamente nei silos dove viene scaricata, spianata in strati e compattata da pesanti trattori che vi transitano sopra. 
Per l'ottenimento di un prodotto di qualità è importante la accurata compattazione e la sigillatura del silo in tempi il più rapidi possibili. 
Un buon insilato deve avere:
- pH < 4
- azoto ammoniacale < 5-10% rispetto all'azoto libero
- acido propionico e butirrico assenti
- sostanza secca > 25%
- acido lattico abbondante
- azoto solubile > 50% dell'azoto totale.

Il cereale più sottoposto a questa tecnica è il mais, in quanto caratterizzato da:
- facilità di conservazione;
- alta produttività per ettaro;
- completa meccanizzazione del ciclo colturale;
- facilità di inserimento nella tecnica di somministrazione unifeed;
- possibilità di insilare la pianta intera, oppure il miscuglio di granella tutoli (cosiddetto pastone integrale), oppure la sola granella umida.

Hanno tuttavia una certa diffusione additivi quali colture di batteri lattici selezionati, che, secondo le case produttrici, migliorerebbero l'andamento della fermentazione; utilizzati anche prodotti come i sali dell'acido propionico in funzione antimuffa.
Un insilamento mal condotto può portare allo sviluppo di batteri del genere Clostridium che contaminando la stalla e di conseguenza il latte e il caseificio possono provocare i cosiddetti gonfiori tardivi nei formaggi. Per questo motivo i disciplinari per la produzione di Parmigiano Reggiano e di Grana del Trentino ne vietano l'uso per le bovine il cui latte è destinato alla produzione di questi formaggi, non solo nell'alimentazione; è vietata anche la detenzione in azienda e lo spargimento di letame di bovine alimentate con questo mangime sui campi i cui foraggi verranno destinati alle bovine idonee per la produzione di Parmigiano e Trentingrana, appunto per evitare gravi danni alle forme che verrebbero rese immeritevoli del marchio causa i buchi. Tale limite è inesistente per la produzione di Grana Padano in quanto al latte viene aggiunto l'antibatterico naturale lisozima.
L'insilamento di cereali da granella avviene con modalità analoghe, ma con la sostanziale differenza che la granella può essere conferita in silos in tempi differiti, e viene spesso ridotta in farina attraverso molini meccanici che vengono collocati nei pressi del silos immediatamente prima dell'insilamento; l'insilamento in silos-bunker prevede anche in questo caso la compattazione della massa mediante schiacciamento da parte di trattori o veicoli pesanti, ed infine il sigillamento con teli plastici.
In alternativa all'insilamento in silos-bunker, per i foraggi, viene talvolta preferita la pratica di pressatura meccanica dell'insilato in balle (tipicamente cilindriche) che vengono immediatamente fasciate in teli plastici destinati a realizzare l'isolamento dall'ambiente aereo esterno. La pressatura avviene tipicamente in un cantiere statico e non su campo, poiché le balle ottenute sono particolarmente delicate da un punto di vista meccanico, essendo costituite da una massa vegetale sminuzzata, e tendono a rompersi facilmente.